# Bergeranthus concavus
Bergeranthus concavus är en isörtsväxtart som beskrevs av L. Bol. Bergeranthus concavus ingår i släktet Bergeranthus och familjen isörtsväxter. Inga underarter finns listade i Catalogue of Life.